# د
La dāl (en árabe دﺍﻝ, dāl [daːl]) es la octava letra del alfabeto árabe. En árabe clásico representa un sonido oclusivo, dental y sonoro, /d/. En la numeración abyad tiene el valor de 4.

## Uso
Es una letra solar, por lo que asimila el artículo al- sustituyendo la lam (ﻝ) por otra dal (د). Esto influye en los arabismos que han llegado al idioma español que frecuentemente empiezan por ad, pero nunca al+d. Algunos ejemplos son: 
- Aduana, «oficina de fronteras», del árabe ad-diwan, «archivo», que a su vez proviene del pelvi dēwān[3]
- Adalid, «líder» o «caudillo militar», del árabe ad-dalíl, «el guía».[4]

Otras letras con un sonido similar a dāl son:
- Ḏāl ذ, fricativa.
- Ḍād ض, enfática.
- Ẓāʾ o ḏ̣āʾ ظ fricativa y enfática, en muchos dialectos fusionada con ض ḍād.

## Escritura
La dāl no se une a la siguiente letra de la palabra. Sí lo hace con la precedente, siempre que ésta no sea alif, zāy, ḏāl, rā, otra dāl o wāw, que nunca se unen a la letra posterior.
| Posición | Aislada | Final | Media | Inicial |
| -------- | ------- | ----- | ----- | ------- |
| Forma:   | د       | ـد    | ـد    | د       |

## Transliteración
Suele ser transliterada como d de forma universal. Por ejemplo se translitera  «dayaya», (en árabe دجاجة), que significa gallina.